# Диас Акоста, Рикардо
Рика́рдо Ди́ас Ако́ста, более известный как Рикарди́ньо (порт. Ricardo Dias Acosta; 15 декабря 1985, Розариу-ду-Сул, штат Риу-Гранди-ду-Сул) — бразильский футболист, полузащитник клуба «Пайсанду».

## Биография
Рикардиньо — воспитанник школы клуба «Жувентуде» из своего родного штата Риу-Гранди-ду-Сул. Однако на взрослом уровне начал выступать с 2006 года в команде «Ирати» из соседнего штата Парана. Впрочем, в том же 2006 году был отдан в аренду в «Сеару», а в следующие два года также отдавался в аренду в команды СЭР Кашиас и «Линенсе». В 2010 году стал полноценным игроком «Линенсе». В 2012 году перешёл в «XV ноября» из Пирасикабы. Дважды на правах аренды отдавался в другие команды — «Лондрину» и «Понте-Прету». Хорошо проявив себя на уровне чемпионата штата Сан-Паулу в составе «XV ноября» и «Понте-Преты», Рикардиньо привлёк к себе внимание «Сеары», и в 2013 году стал полноценным игроком клуба из Форталезы, за которую уже непродолжительное время играл в начале карьеры.
Выступая за «Сеару», рикардиньо стал одним из самых востребованных игроков команды. Дважды он признавался лучшим правым полузащитником чемпионата штата, в 2015 году был признан игроком года в штате Сеара. Четырежды становился чемпионом штата Сеара. В 2015 и 2020 годах помогал своей команде завоевать Кубок Нордесте. Непродолжительное время в 2016 году играл в Саудовской Аравии за клуб «Аль-Иттифак», но в 2017 году вернулся в «Сеару». Всего за эту команду провёл 338 матчей, забил 40 голов и отдал 52 результативные передачи. В 2021 году перешёл в «Ботафого», чтобы помочь команде из Рио-де-Жанейро вернуться в бразильскую Серию A.

## Титулы и достижения
Командные
- Победитель Серии A2 чемпионата штата Сан-Паулу (2): 2010, 2011
- Победитель Второго дивизиона чемпионата штата Риу-Гранди-ду-Сул (1): 2011
- Чемпион штата Сеара (4): 2013, 2014, 2017, 2018
- Победитель бразильской Серии B (1): 2021
- Обладатель Кубка Нордесте (2): 2015, 2020

Личные
- Лучший правый полузащитник чемпионата штата Сеара (2): 2013, 2015
- Лучший футболист чемпионата штата Сеара (1): 2015
- Футболист года в штате Сеара (1): 2015
- Лучший правый полузащитник Кубка Нордэсте (1): 2014